# Mascara, Algeria
Mascara   este un oraș situat  în partea de nord-vest a Algeriei. Este reședința  provinciei  Mascara. La recensământul din 1998 avea o populație de 80.797 locuitori.